# بر من حکمرانی کن
بر من حکمرانی کن (انگلیسی: Reign Over Me) یک فیلم آمریکایی در سبک زوج هنری به کارگردانی مایک بایندر است که در سال ۲۰۰۷ منتشر شد.

## موضوع فیلم
«آلن جانسن» ظاهراً زندگی خوشبخت و راحتی با همسر و فرزندانش دارد. در حالی که احساس تنهایی می‌کند و کسی را ندارد که با او درددل کند. از سوی دیگر «چارلی فاینمن» نه شغلی دارد و نه خانواده‌ای. او در فاجعهٔ یازده سپتامبر ۲۰۰۱، همسر و سه دخترش را از دست داده و پس از آن از کارش استعفا داده و به تلخی خودش را از همه جدا کرده است.

## بازیگران
- آدام سندلر
- دان چیدل
- جادا پینکت اسمیت
- لیو تایلر
- سافرون باروز
- دونالد ساترلند
- مایک بایندر
- بی جی نواک
- سیسیلی تایسون
- جان دی لانسی
- جاناتان بانکز
- تد ریمی
- ایمانی حکیم
- لی‌لا لورن